# Mina canta i Beatles
Mina canta i Beatles — сорок седьмой студийный альбом итальянской певицы Мины, выпущенный 11 июня 1993 года на лейбле PDU. Альбом посвящён британской группе The Beatles.

## Об альбоме
Данная пластинка является кавер-альбомом на песни знаменитой британской группы The Beatles; это — «жесткий современный взгляд на музыку The Beatles, включающий интеллект и технологии». В альбоме содержится одиннадцать песен, из которых только шесть были записаны в 1993 году, остальные пять песен были записаны Миной в разное время её карьеры. Версии песен в исполнении Мины оставались узнаваемыми, однако певица добавила в них свой классический фирменный стиль.
Еженедельный журнал Noi опубликовал статью об альбоме, приуроченную к выходу альбома. Статья была написана самой Миной, которая регулярно сотрудничала с журналом. В статье объясняется, как Мина открыла для себя музыку The Beatles и как она решилась на запись альбома.

## Коммерческий приём
Альбом был выпущен в июне 1993 года, что не было характерным для артистки, так как последние альбомы она выпускала осенью каждого года в виде двойного альбома. Пластинка смогла занять 3-е место в итальянском еженедельном рейтинге альбомов, а в общеевропейском чарте она достигла 42-го места.

## Обложка
Обложка альбома является копией обложки альбома The Beatles Revolver 1966 года, только вместо лиц участников группы, присутствуют лица Мины.  Рисунки лица Мины взяты из предыдущих обложек певицы (начиная сверху слева): Sorelle Lumière (внутреннее фото), Catene, Minacantalucio, Rane supreme. Оформлением занимался Мауро Балетти.

## Список композиций
| \| № \| Название \| Автор(ы) \| Длительность \| \| ------------------- \| --------------------------- \| -------------------------- \| ------------ \| \| 1. \| «Something» \| Джордж Харрисон \| 3:48 \| \| 2. \| «Let It Be» \| Джон Леннон, Пол Маккартни \| 4:06 \| \| 3. \| «The Fool on the Hill» \| Джон Леннон, Пол Маккартни \| 4:00 \| \| 4. \| «When I’m Sixty-Four» \| Джон Леннон, Пол Маккартни \| 2:48 \| \| 5. \| «The Long and Winding Road» \| Джон Леннон, Пол Маккартни \| 3:54 \| \| 6. \| «Yesterday» \| Джон Леннон, Пол Маккартни \| 2:49 \| \| 7. \| «Michelle» \| Джон Леннон, Пол Маккартни \| 5:36 \| \| 8. \| «Hey Jude» \| Джон Леннон, Пол Маккартни \| 6:17 \| \| 9. \| «She’s Leaving Home» \| Джон Леннон, Пол Маккартни \| 5:33 \| \| 10. \| «My Love» \| Пол Маккартни \| 4:17 \| \| 11. \| «Oh! Darling» \| Джон Леннон, Пол Маккартни \| 3:32 \| \| Общая длительность: \| Общая длительность: \| Общая длительность: \| 46:43 \| |                             |                            |              |
| № | Название                    | Автор(ы)                   | Длительность |
| 1. | «Something»                 | Джордж Харрисон            | 3:48         |
| 2. | «Let It Be»                 | Джон Леннон, Пол Маккартни | 4:06         |
| 3. | «The Fool on the Hill»      | Джон Леннон, Пол Маккартни | 4:00         |
| 4. | «When I’m Sixty-Four»       | Джон Леннон, Пол Маккартни | 2:48         |
| 5. | «The Long and Winding Road» | Джон Леннон, Пол Маккартни | 3:54         |
| 6. | «Yesterday»                 | Джон Леннон, Пол Маккартни | 2:49         |
| 7. | «Michelle»                  | Джон Леннон, Пол Маккартни | 5:36         |
| 8. | «Hey Jude»                  | Джон Леннон, Пол Маккартни | 6:17         |
| 9. | «She’s Leaving Home»        | Джон Леннон, Пол Маккартни | 5:33         |
| 10. | «My Love»                   | Пол Маккартни              | 4:17         |
| 11. | «Oh! Darling»               | Джон Леннон, Пол Маккартни | 3:32         |
| Общая длительность: | Общая длительность:         | Общая длительность:        | 46:43        |

## Участники записи
- Мина — вокал
- Массимо Морикони[итал.] — бас-гитара, контрабас
- Массимилиано Пани — клавишные, бэк-вокал
- Данило Реа[итал.] — фортепиано
- Антонио Фарао — фортепиано (6)
- Кандело Кабесас[итал.] — перкуссия
- Андреа Брайдо[итал.] — электрогитара
- Серджо Фарина — акустическая гитара
- Маурицио Деи Лаццаретти[итал.] — барабаны
- Франко Амброзетти[итал.] — саксгорн
- Джанкарло Порро — горн
- Клаудио Валли Аллифранкини — флейта
- Рино Гиретти — туба
- Эмануэла Кортези[итал.], Моника Маньяни, Массимо Боцци — бэк-вокал

## Чарты
| Чарт (1993)              | Высшая позиция |
| ------------------------ | -------------- |
| Европа (Music & Media)   | 42             |
| Италия (Musica e dischi) | 3              |

| Чарт (1993)              | Позиция |
| ------------------------ | ------- |
| Италия (Musica e dischi) | 24      |